# Stenogyne viridis
Stenogyne viridis là một loài thực vật có hoa trong họ Hoa môi. Loài này được Hillebr. miêu tả khoa học đầu tiên năm 1888.